# Maratona aquática no Campeonato Europeu de Esportes Aquáticos de 2021 - 10 km masculino
Os 10 km da maratona aquática masculina da maratona aquática no Campeonato Europeu de Esportes Aquáticos de 2021 ocorreu no dia 13 de maio no Lago Lupa, em Budakalász na Hungria.

## Calendário
| Fase  | Data       | Hora  |
| ----- | ---------- | ----- |
| Final | 13 de maio | 14:00 |

Todos os horários estão no horário local (UTC+1)

## Medalhistas
| Ouro                       | Prata                      | Bronze                  |
| Gregorio Paltrinieri (ITA) | Marc-Antoine Olivier (FRA) | Florian Wellbrock (GER) |

## Resultados
Esses foram os resultados da competição.
| Pos.              | Nadador              | Nacionalidade      | Tempo     |
| ----------------- | -------------------- | ------------------ | --------- |
| Medalha de ouro   | Gregorio Paltrinieri | Itália             | 1:51:30.6 |
| Medalha de prata  | Marc-Antoine Olivier | França             | 1:51:41.7 |
| Medalha de bronze | Florian Wellbrock    | Alemanha           | 1:51:42.0 |
| 4                 | Ferry Weertman       | Países Baixos      | 1:51:43.0 |
| 5                 | Kristóf Rasovszky    | Hungria            | 1:51:45.0 |
| 6                 | Mario Sanzullo       | Itália             | 1:51:46.4 |
| 7                 | Axel Reymond         | França             | 1:51:49.6 |
| 8                 | Hector Pardoe        | Reino Unido        | 1:51:55.4 |
| 9                 | Domenico Acerenza    | Itália             | 1:51:55.9 |
| 10                | Alberto Martínez     | Espanha            | 1:51:56.0 |
| 11                | Daniel Székelyi      | Hungria            | 1:52:04.7 |
| 12                | Oliver Klemet        | Alemanha           | 1:52:05.7 |
| 13                | Rob Muffels          | Alemanha           | 1:52:06.3 |
| 14                | Athanasios Kynigakis | Grécia             | 1:52:06.8 |
| 15                | Kirill Abrosimov     | Rússia             | 1:52:07.9 |
| 16                | Logan Vanhuys        | Bélgica            | 1:52:18.4 |
| 17                | Péter Gálicz         | Hungria            | 1:52:23.3 |
| 18                | Matan Roditi         | Israel             | 1:52:34.4 |
| 19                | Tobias Robinson      | Reino Unido        | 1:52:46.6 |
| 20                | Evgeny Drattsev      | Rússia             | 1:53:05.3 |
| 21                | Ruslan Sadykov       | Rússia             | 1:53:05.5 |
| 22                | Lars Bottelier       | Países Baixos      | 1:53:05.7 |
| 23                | Matěj Kozubek        | Chéquia            | 1:53:37.9 |
| 24                | Ido Gal              | Israel             | 1:54:02.8 |
| 25                | Jan Hercog           | Áustria            | 1:54:03.2 |
| 26                | Martin Straka        | Chéquia            | 1:54:07.1 |
| 27                | Evgenij Pop Acev     | Macedônia do Norte | 1:54:08.9 |
| 28                | Ihor Chervynskyy     | Ucrânia            | 1:54:10.2 |
| 29                | Vít Ingeduld         | Chéquia            | 1:55:47.2 |
| 30                | Arti Krasniqi        | Kosovo             | 1:55:52.4 |
| 31                | Yonatan Ahdut        | Israel             | 1:56:30.4 |
| 32                | Tamás Farkas         | Sérvia             | 2:00:00.2 |
| 33                | Bogdan Petre         | Roménia            | DNF       |
| 33                | Logan Fontaine       | França             | DNS       |
| 33                | Tomáš Peciar         | Eslováquia         | DNS       |